# راهونافيس
راهونافيس (بالإنجليزية: Rahonavis) هو أحد أجناس ديناصور ثيروبودا من عائلة الدروميوصوريداي، يشبه الطيور. عثر حتى الآن على هيكل واحد من هذا النوع، وجد في ولاية مهاجنغا في مدغشقر ويرجع تاريخه إلى نحو 70 مليون سنة ماضية. عاش خلال العصر الطباشيري المتأخر، والنوع الوحيد المعروف منه هو «راهونافيس أوسترومي».
تظهر في الراهونافيس عدة صفات ديناصورات الدروميوصوريداي وكذلك من صفات الطيور المعاصرة لنا. ولذلك اعتبر الباحثون في السابق أن الراهونافيس هو من أسلاف الطيور بينما يميل كثير من الباحثين حاليا إلى اعتباره من ضمن المتحدرين من الدروميوصوريداي. ومن المحتمل أن الراهونافيس كان يستطيع الطيران.

## مواصفاته
كان الراهونافيس في حجم الغراب تقريبا، وكان آكلا للحوم ذو ذيل طويل. يبلغ طوله نحو 70 سنتيمتر ووزنه نحو 900 جرام. ويبلغ طول عظمة الفخذ التي تدخل في تقييمات أخرى هامة نحو 8و8 سنتيمتر.
يوجد في عظام الراهونافيس فجوات ربما كانت تمثل وسائدا هوائية فيه، وهي توجد في فقرات الرقبة وفقرات الظهر. ويتشكل العجز Sacrum من 6 عظام.
يقترب صفات الراهونافيس من صفات الطيور التي حولنا اليوم عن اقترابها من طيور العصور الجيولوجية مثل الأركيوبتركس. فكان حزام الكتف مرنا بعكس حزام كتف الأركيوبيتركس الذي كان ملتحما ومتماسكا. وكان الساعد طويلا يشبه الساعد في جناح الطيور. كما تشير علامات على الساعد إلى احتمال احتوائها لجذور ريش يبلغ عددها نحو 10 ريشات كبيرة نسبيا - وهي من صفات الطيور الحالية. وقام الباحث «فوستر» عام 1998 بدراسة الراهونافيس ويعتقد أنه كان يستطيع فرد جناحيه وتخفيقهما إلى حد أكبر مما كان يستطيعه الأركيوبتركس.
ومن أهم خصائصه تطور عظام الذراعين وحزام الكتف لحيازة استطاعة الطيران، على الرغم من عدم الجزم بأن الراهونافيس كان يستطيع الطيران. ويعتقد الباحثان «شياب» و«دايك» (2006) أن الراهونافيس مثل الأركيوبتركس وطيور أخرى طويلة الذيل ربما كانت ضعيفة الطيران وفدرتها على المناورة في الهواء قليلة عن طيور عصرنا الحاضر.

## التصنيف

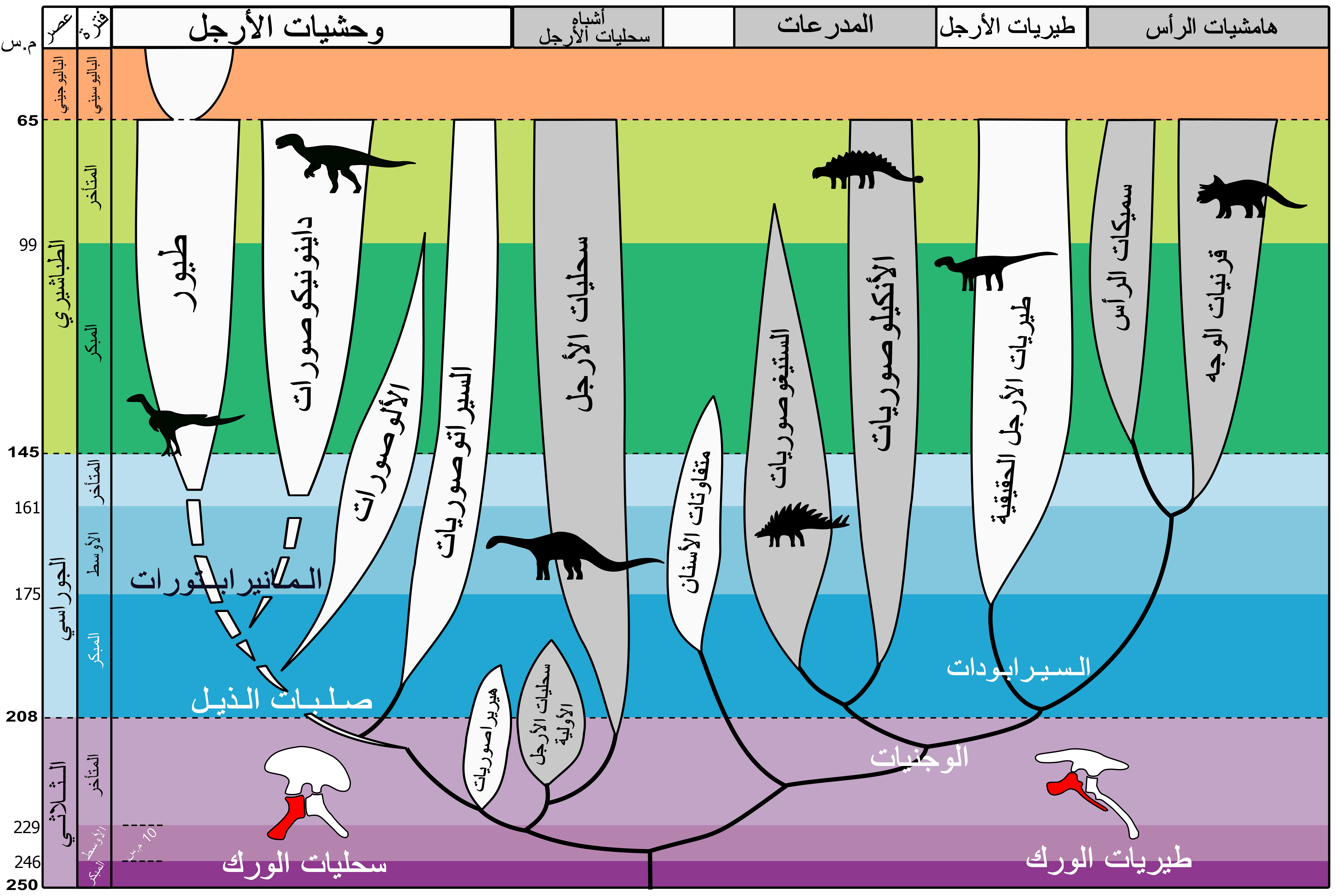
شجرة عرقية تُظهر تطور ونشوء الفروع المختلفة من الديناصورات. الثيروبودات إلى اليسار.

تصنيف هذا الجنس يختلف فيه الباحثون. فقد اعتبر الراهونافيس في الماضي كطائر بدائي واعتبر مؤشرا للقرابة بين الطيور والديناصورات. ويعتقد الباحثان «جايست» و«فودوكسيا» (2000) أن هيكل الراهونافيس الذي عثر عليه ما هو إلا كمير. فطبقا للباحثين: تشبه عظام ذراعيه عظام أجنحة الطيور، بينما تبدي أجزاء الهيكل الخلفية صفات الثيروبودا الصغيرة. وكان الباحثون في البدء بالفعل محترسين في اعتبار الراهونافيس طائرا حيث عثر على أحفوراته بالقرب من مكان وجدت فيه بقايا هياكل لطائر بدائي يسمى فورونا.
ولكن كثير من الباحثين ومن ضمنهم من قام بوصف الراهونافيس أول مرة يجزمون بأن جميع أجزائه التي عثر عليها هي من هيكله ذاته. ولا يعتقد «شياب» (2007) في الرأي الذي ينادي بأن الراهونافيس عبارة عن كمير - أي اختلاط بين عظام طائر وعظام ديناصور - نظرا لأن مكان العثور على عظام الراهونافيس كلها لا تزيد عن مساحة «صفحة كراسة».
وقد رفض الباحث ماكوفيكي وزملاؤه (2005) تصنيف الراهونافيس بأنه طائر وهم يعتبروه أحد أقرباء الدروميوصوريداي من نوع «أونإنلاجيا» و«بويتريرابتور»، وهم ينضمون إلى عائلة تحتية للدروميوصوريدات التي عاشت في القارات الجنوبية جوندوانا في العصور القديمة. كذلك يصنف الباحثون «ترنر» و«هوانج» و«نوريل» (2007) الراهونافيس على أنه من الأونإنلاجيا Unenlagia .
كما تؤيد البحوث الحديثة أن الراهونافيس انتمي إلى الأونإنلاجيا.

## للاطلاع
- Forster، Catherine A. (2000). "The avifauna of the Upper Cretaceous Maevarano Formation, Madagascar". Journal of Vertebrate Paleontology. ج. 3 ع. 20: 41A–42A. {{استشهاد بدورية محكمة}}: الوسيط author-name-list parameters تكرر أكثر من مرة (مساعدة)
- Schweitzer، Mary H. (1999). "Keratin immunoreactivity in the Late Cretaceous bird Rahonavis ostromi". Journal of Vertebrate Paleontology. ج. 4 ع. 19: 712–722. JSTOR:4524040. {{استشهاد بدورية محكمة}}: الوسيط author-name-list parameters تكرر أكثر من مرة (مساعدة)

## اقرأ أيضًا
- فيلوسيرابتور
- أركيوبتركس
- ديناصور ذو ريش
- يونينلاجيا
- ديناصور
- صوروبودا
- تيرانوصور
- تربوصور
- تريسراتبس
- كيراتوبسيا